# Méautis
Méautis é uma comuna francesa na região administrativa da Normandia, no departamento Mancha. Estende-se por uma área de 17,15 km². Em 2010 a comuna tinha 660 habitantes (densidade: 38,5 hab./km²).